# Santa Elisabetta
Santa Elisabetta est une commune de la province d'Agrigente en Sicile (Italie). 
Santa Elisabetta se situe dans une zone collinaire entre les fleuves Platani et Salso, à 425 m d'altitude. 
Se situant à 22 km de Agrigente, Santa Elisabetta couvre une aire de 1 617 hectares et compte 2 769 habitants pour une densité de 200 habitants/km2.

Santa Elisabetta a été fondée par la famille Montaperto. La famille a reçu le titre de Ducs de Santa Elisabetta en 1741. Puis le D.M. Le 18 novembre 1908, Salvatore Montaperto fut reconnu comme le duc de Santa Elisabetta comme transmissible aux premiers-nés mâles de la famille,.
L'économie du village est de type agricole avec une bonne production de blé, de raisins, d'amandes, de pistaches, d'olives et d'élevages bovins et ovins.

## Toponymie
Sabetta en sicilien.

## Administration
| Période                                  | Période  | Identité       | Étiquette    | Qualité |
| ---------------------------------------- | -------- | -------------- | ------------ | ------- |
| 2014                                     | En cours | Domenico Gueli | Lista Civica |         |
| Les données manquantes sont à compléter. |          |                |              |         |

### Communes limitrophes
Aragona, Joppolo Giancaxio, Raffadali, Sant'Angelo Muxaro